# Bianca Santana
Bianca Santana (São Paulo, 1984) es una escritora, periodista y activista brasileña es autora de Quando Me Descobri Negra (Cuando me descubrí negra), un libro con crónicas y relatos sobre racismo, género y raza, el cual fue merecedor del Premio Jabuti en 2016, en la categoría "Ilustración".

## Biografía y obras
Estudió periodismo en la Facultad Cásper Líbero, donde ha dado clases, y es maestra en Educación por la Universidad de São Paulo. Uno de sus temas de investigación son los recursos educacionales abiertos y sobre este tema eso co-organizó "Recursos Educacionales Abiertos: prácticas colaborativas y políticas públicas".
Organizó también la colección: Innovación Ancestral de Mujeres Negras: tácticas y políticas de lo cotidiano y Voces insurgentes de mujeres negras: del siglo XVIII a la primera década del siglo XXI. Y es autora de un libro didáctico sobre la alfabetización de personas jóvenes y adultas: Aprender para contar (2013).
Santana es además una de las fundadoras de la Casa de Lua Organização Feminista (fundada en 2013) y de la Casa de Cultura Digital.

## Juicio contra Bolsonaro
El miércoles 18 de agosto, la Corte de Corte de Justicia de São Paulo, falló en su favor, condenando al presidente Jair Bolsonaro a indemnizarla por 10.000 reales. El juicio se dio pues en mayo de 2020, el presidente acusó a la periodista en su canal de YouTube de haber difundido noticias falsas. Santana calificó la victoria como "colectiva" y un paso adelante para "reafirmar lo obvio: que el presidente no puede violar los derechos de los periodistas [...] esto reafirma que es inaceptable violar derechos por parte de quienes deben garantizarlos, y no usar al Estado para agredir a periodistas ni a nadie más".

## Distinciones
En 2015 y 2016 fue galardonada con el título de "mujer inspiradora" en el área de la literatura, por el proyecto feminista Think Olga.
En 2016 recibió el Premio Jabuti en 2016, en la categoría "Ilustración" por su libro:Quando Me Descobri Negra (Cuando me descubrí negra).